# دهستان ازومدل جنوبی
دهستان ازومدل جنوبی یکی از دهستان‌های استان آذربایجان شرقی است که در بخش مرکزی شهرستان ورزقان واقع شده‌است.